# 天文学计算研究所
天文学计算研究所（德語：Astronomisches Rechen-Institut，缩写：ARI），是位于德国海德堡的一所科学研究机构，现在隶属于海德堡天文中心和海德堡大学，在合并入海德堡天文中心之前隶属于德国巴登符腾堡州。

## 历史
天文学计算研究所是德国天文学家哥特弗里德·基尔希（Gottfried Kirch）于1700年创建于柏林。二战后的1945年，研究所被美军搬迁到美军在海德堡的总部附近，搬迁工作于研究所300周年庆典2000年5月完毕。自2005年1月1日起，研究所正式并入海德堡天文中心，天文中心的另外两个组成部分是理论天体物理研究所（ITA）和州立天文台（LSW）。历史上，研究所一直为德国的授时机构。直到今天，还仍然承担着整理天文学文献、出版星表和确定天文参照系FK4、FK5的恒星天文测量学的任务。

## 研究方向
今天的天文学计算研究所，不仅先于出版恒星星表，同时在众多的天文学研究领域贡献力量。目前研究所涉及到的研究方向包括引力透镜、星系演化、恒星动力学和宇宙学，同时研究所加入了包括GAIA在内的众多空间天文项目。

## 出版物
研究所有收集和整理出版天文星历表、文献和发布时间、坐标系统的任务。其出版物包括：
- 《年度视位置表（3000颗恒星每天的视位置预测）》
- 《德国基础天文年历》
- 《FK5 和 FK6 系统基础恒星星表》
- 《天文和天体物理文献摘要》 (1969 - 2000)，前身是《天文学年报》 (1899 - 1968)，包括天文学和天体物理学所有相关领域文献
- 《柏林天文年鉴》（ 1776 - 1960）

## 重要人物
- 创始人:戈特弗里德·基希（Gottfried Kirch）
- 现任所长：埃娃·格雷贝尔（英语：Eva Grebel）和约阿希姆·万布斯甘斯（德语：Joachim Wambsganß）

| 起止时间  | 所长                                |
| --------- | ----------------------------------- |
| 1700-1710 | 戈特弗里德·基希                     |
| 1710-1716 | Johann Heinrich Hoffmann            |
| 1716-1740 | Christfried Kirch                   |
| 1740-1745 | Johann Wilhelm Wagner               |
| 1745-1749 | Augustin Nathanael Grischow         |
| 1752-1752 | 熱羅姆·拉朗德                       |
| 1754-1755 | Johann Kies                         |
| 1755-1755 | Franz Aepinus                       |
| 1756-1756 | Johann Jakob Huber                  |
| 1758-1758 | 約翰·歐拉                           |
| 1764-1787 | Johann Bernoulli III                |
| 1787-1825 | 约翰·波得                           |
| 1825-1863 | 约翰·弗朗茨·恩克                    |
| 1865-1874 | 威廉·朱利斯·福爾斯特                |
| 1874-1895 | 弗里德里希·蒂特延                   |
| 1896-1909 | 尤利烏斯·包辛格                     |
| 1909-1922 | 弗里茨·科恩                         |
| 1924-1954 | 奧古斯特·科普夫                     |
| 1955-1985 | Walter Fricke                       |
| 1985-2004 | Roland Wielen                       |
| 2004-2007 | Joachim Wambsganß                   |
| 2007-现在 | 约阿希姆·万布斯甘斯與 埃娃·格雷贝尔 |